# Liga de Elite de 2022
A Liga de Elite de 2022 foi a 50ª edição oficial do Campeonato Macauense de Futebol. Foi organizada pela Associação de Futebol de Macau e contou com 9 times participantes na Primeira Divisão, após a desistência do Polícia de Macau.
A primeira partida da temporada foi realizada em 14 de janeiro de 2022, entre o defensor do título Chao Pak Kei e o Ka I.
A equipa vencedora foi o Chao Pak Kei, que conquistou o tricampeonato e qualificou-se para a Copa da AFC de 2023.

## Sistema de Disputa
Os 9 times jogam entre si em turno e returno. A equipe campeã será aquela que somar mais pontos nas partidas. Ao final do torneio, a pior equipe do campeonato será rebaixada para a Segunda Divisão.

### Critérios de desempate
Ocorrendo igualdade em pontos ganhos entre 2 (dois) ou mais clubes aplicam-se, sucessivamente, os seguintes critérios técnicos de desempate:
- a) resultados dos confrontos diretos
- b) maior saldo de gols
- c) maior número de gols marcados

## Premiação
| Liga de Elite de 2022            |
| Macau                            |
| -------------------------------- |
| Chao Pak Kei Campeão (3º título) |

## Ligações Externas
- Macau Football Association - Página oficial no Facebook